# Hartshead Pike

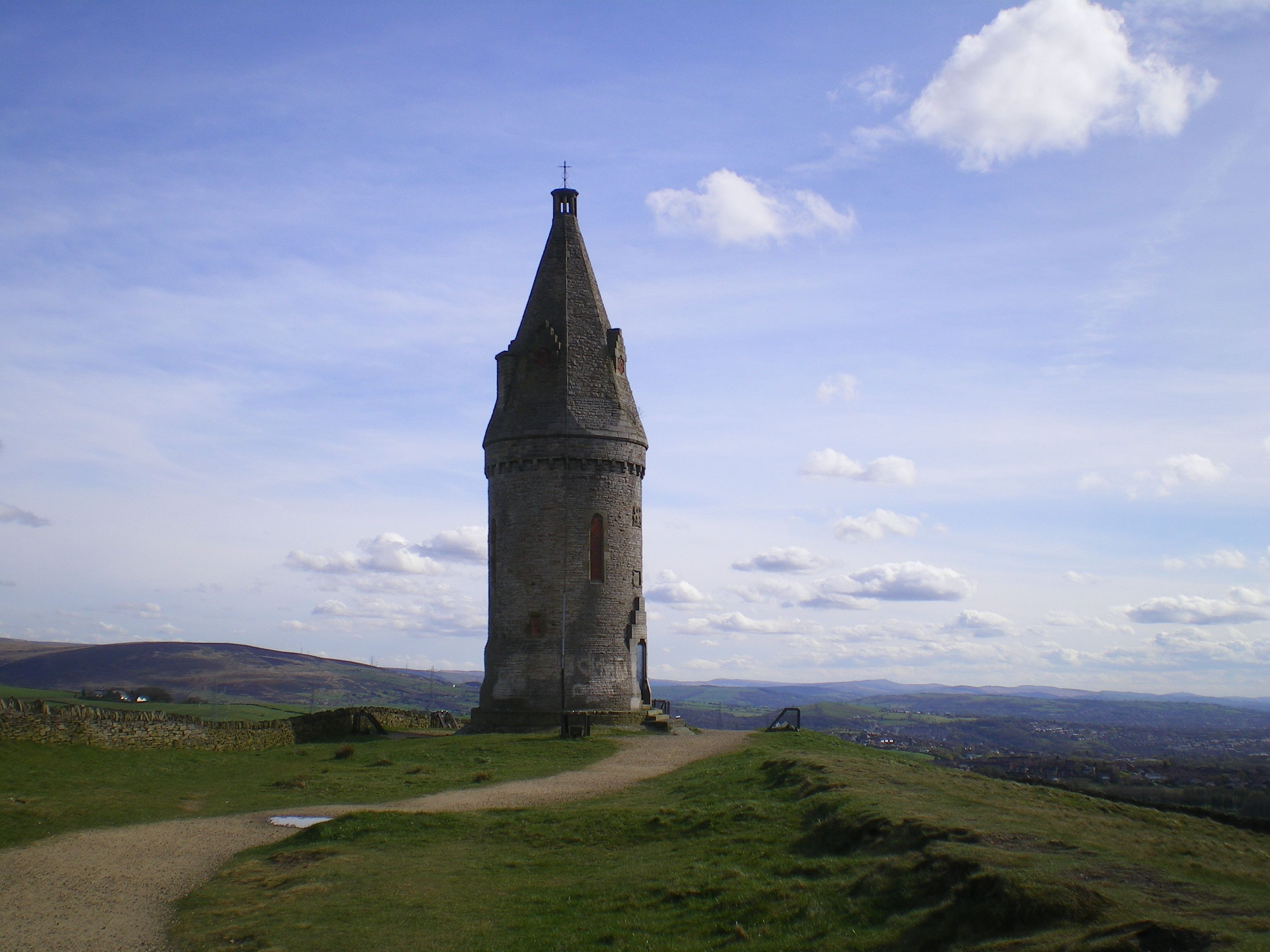
La tour d'Hartshead Pike

Hartshead Pike est une colline à Tameside dans le Grand Manchester, en Angleterre.
Ce nom est cependant plus souvent associé au monument se trouvant en son sommet qui surplombe Ashton-under-Lyne, Mossley et Oldham.

## Histoire
Avant l'arrivée des Romains, les tribus locales allumaient des feux à cet endroit pour célébrer le cycle des saisons. Il existait également nombre d'anciens sites de ce genre dans les environs. Il est très fortement probable que des druides pratiquaient leur culte à Hartshead Pike au cours de l'âge du bronze, et que des sacrifices aient été faits pour apaiser les dieux.
Pendant l'occupation romaine, cet endroit a adopté un rôle plus pratique et est devenu un phare, les chemins devenant des routes pour les Romains menant à la voie romaine à Limeside. Le phare a pu être allumé en des temps de troubles pour prévenir les garnisons locales.
Bien que le nom de Hartshead Pike soit généralement utilisé pour désigner la tour, à l'origine c'était le nom de la colline elle-même. Le pic ne correspond pas à la partie la plus élevée de la colline, mais, à 290 m au-dessus du niveau de la mer, sa position proéminente signifie que, dès ses origines, il a été le lieu d'un feu ou d'une place forte. Hartshead Pike a peut-être été le lieu d'un feu de signal à la fin du XVIe siècle.
La tour a été reconstruite en 1863 par John Eaton pour commémorer le mariage du Prince Albert Édouard et de la princesse Alexandra de Danemark, en remplacement d'une construction présente sur le site depuis 1751. Une pierre réutilisée lors de la reconstruction comporte l'inscription « ce monument a été reconstruit grâce au fonds public Anno Domini 1751 ». Dans les années 1930, la tour était ouverte au public et une confiserie y était installée. Celle-ci fut fermée quand la Seconde Guerre mondiale a éclaté et l'entrée de la tour fut murée.
L'inscription que l'on peut lire sur la tour dit : « Regarde moi bien avant de t'en aller et ne vois rien à me jeter ».